# Brigitte Allain
 (juin 2016).
Si vous disposez d'ouvrages ou d'articles de référence ou si vous connaissez des sites web de qualité traitant du thème abordé ici, merci de compléter l'article en donnant les références utiles à sa vérifiabilité et en les liant à la section « Notes et références ».
Brigitte Allain, née le 23 avril 1956 à Bergerac, est une femme politique française, membre de Europe Écologie Les Verts, agricultrice et syndicaliste agricole à la Confédération paysanne. Elle est députée de la deuxième circonscription de la Dordogne de 2012 à 2017.

## Biographie
Brigitte Allain est née le 23 avril 1956 et elle réside à Bouniagues, au sud de la Dordogne.
Paysanne, elle vit d'une ferme familiale de 60 ha dont 20 en vigne dont elle transforme la production en vin de Bergerac, cogérée en EARL avec son mari.
Le 8 mars 2013, à l'occasion de la journée internationale des femmes, le journal Sud Ouest réalisa une enquête où la question du sondage était : « Qui est votre Périgourdine préférée ? ». Brigitte Allain représente 2,2 % des suffrages exprimés.

### Militantisme paysan
Elle s'est engagée dans le combat syndical avec la Confédération nationale des syndicats de travailleurs paysans, dès 1978, pour faire valoir le droit au revenu des paysans.
En 1979, elle a rejoint une minorité d'opposition au sein de la Fédération départementale des syndicats d'exploitants agricoles (FDSEA) de Dordogne, qui est devenue en 1982 la Confédération nationale des syndicats de travailleurs paysans (CNSTP), un des acteurs de la création de la Confédération paysanne en 1987.
Elle a participé à la construction de la Confédération paysanne en Dordogne pour défendre l'agriculture citoyenne, respectueuse de l'environnement, de ses travailleurs et des consommateurs et pour ses valeurs de répartition et de solidarité. 
Ses derniers mandats d'élue à la Chambre d'Agriculture vont de 1998 à 2003.
Lors du congrès de la Confédération paysanne du 8 avril 2003 à Strasbourg, Brigitte Allain a été élue porte-parole de la Confédération paysanne, tout comme Jean-Émile Sanchez et José Bové.

### Militantisme politique
Elle s'est rapprochée d'Europe Écologie Les Verts durant la campagne des élections européennes de 2009, puis aux régionales de 2010. 
Devenue coopératrice à Europe Écologie Les Verts, elle a été élue députée dans la deuxième circonscription de la Dordogne aux élections législatives de juin 2012. Candidate à sa réélection en juin 2017, elle est éliminée dès le premier tour, ne recueillant que 11,94 % des suffrages exprimés.